# James Grippando
James Grippando, né le 27 juin 1958 à Waukegan dans l’Illinois, est un écrivain américain, auteur de roman policier et de thriller juridique.

## Biographie
Avocat de métier, il exerce pendant de nombreuses années à Miami. Après avoir suivi des cours d’écriture créative, il publie en 1994 un premier roman intitulé The Pardon qui met en scène l’avocat Jack Swyteck et s’inspire en partie de sa propre expérience professionnelle. Face au succès critique et commercial rencontré par ce livre, il devient écrivain à plein temps. Il a depuis signé de nombreux titres dans le genre du roman policier et du thriller judiciaire, dont plus d’une dizaine ont pour personnage principal Swyteck.

## Œuvre

### SérieJack Swyteck
- The Pardon (1994) Publié en français sous le titre Le Pardon, traduction d’Arlette Stroumza, Paris, Belfond, 1995, réédition Paris, Pocket, 1999.
- Beyond Suspicion (2002) Publié en français sous le titre À l’abri de tout soupçon, traduction de Philippe Loubat-Delranc, Paris, Belfond, coll. Nuits noires, 2004.
- Last to Die (2003) Publié en français sous le titre Le Dernier à mourir, traduction de Bernard Ferry, Paris, Belfond, coll. Nuits noires, 2006, réédition Paris, Le Grand livre du mois, 2006.
- Hear No Evil (2004)
- Got the Look (2006)
- When Darkness Falls (2007) Publié en français sous le titre La Prière des défunts, traduction de Simon Baril, Paris, Le Cherche midi, coll. Ailleurs, 2008, réédition Paris, Pocket, 2009.
- Last Call (2008)
- Born to Run (2008)
- Afraid of the Dark (2011)
- Blood Money (2013)
- Black Horizon (2014)
- Gone Again (2016)
- Most Dangerous Place (2017)
- A Death in Live Oak (2018)
- The Girl in the Glass Box (2019)
- The Big Lie (2020)
- Twenty (2021)
- Goodbye Girl (2024)
- Grave Danger (2025)

### Autres romans
- The Informant (1996) Publié en français sous le titre L’Informateur, traduction de Philippe Rouard, Paris, Belfond, 1997, réédition Paris, Pocket, 1999.
- The Abduction (1998) Publié en français sous le titre Une affaire d’enlèvement, traduction de Philippe Rouard, Paris, Belfond, coll. Nuits noires, 1998, réédition Paris, Pocket, 2001.
- Found Money (1999) Publié en français sous le titre À charge de revanche, traduction de Philippe Rouard, Paris, Belfond, coll. Nuits noires, 2001, réédition Paris, Pocket, 2003.
- Under Cover of Darkness (2000) Publié en français sous le titre La Secte de l’ombre, traduction de Bernard Ferry, Paris, Belfond, coll. Nuits noires, 2002, réédition Paris, Pocket, 2004.
- A King’s Ransom (2001) Publié en français sous le titre La Rançon de la colère, traduction de Bernard Ferry, Paris, Belfond, coll. Nuits noires, 2003, réédition Paris, Pocket, 2005.
- Lying with Strangers (2007)Publié en français sous le titre L’Ombre du soupçon, traduction de Séverine Quelet, Paris, France loisirs, 2007
- Intent to Kill (2009)
- Money to Burn (2010)
- Need You Now (2012)
- Cane and Abe (2015) Publié en français sous le titre Les Profondeurs, Paris, Mosaïc, 2015
- Cash Landing (2015) Publié en français sous le titre Opération cash, Paris, Mosaïc, 2016
- Code 6 (2023)

### Roman pour la jeunesse
- Leapholes (2006)